# 武信弘隆
武信 弘隆（たけのぶ ひろたか、1941年〈昭和16年〉4月12日 - 2001年〈平成13年〉7月2日）は、日本の政治家。福岡県山田市（現・嘉麻市）長（2期）。

## 来歴
福岡県出身。1965年、明治大学文学部卒。同年、丸栄産業に入社、1967年に武信建設機械を創業する。山田市議会議員を経て、1993年、山田市長に立候補し、現職の松岡正文を破って当選する。1997年の市長選挙でも再選された。2001年7月、現職のまま死去した。自宅にて首吊り自殺。